# Cecilia Magnusson
Gun Cecilia Marianne Magnusson, född Bäckman 6 januari 1962 i Björkö församling i Jönköpings län, är en svensk politiker (moderat). Hon var ordinarie riksdagsledamot 1998–2018, invald för Göteborgs kommuns valkrets. Sedan 2018 är hon vice förbundsordförande för Medborgarskolan.
Hon har varit både suppleant och ledamot i socialförsäkringsutskottet, justitieutskottet och trafikutskottet. I konstitutionsutskottet var hon suppleant under mandatperioden 2002-2006 och i Riksrevisionens styrelse i en period av två månader 2010. Deputerad har Magnusson varit i sammansatta justitie- och socialutskottet och sammansatta utrikes- och försvarsutskottet.
Till yrket är Magnusson undersköterska. Hon var tidigare gift med förre partisekreteraren Johnny Magnusson.

## Riksdagsledamot
Magnusson valdes in i riksdagen i valet 1998 för Göteborgs kommuns valkrets. Hon kom senare att bli omvald i riksdagsvalen 2002, 2006, 2010 och 2014.
Magnussons första utskottsuppdrag direkt efter att hon valdes in i riksdagen blev som suppleant i justitieutskottet och socialförsäkringsutskottet. I maj 2000 blev hon ordinarie ledamot i socialförsäkringsutskottet, vilket hon förblev till hösten 2002, då hon lämnade detta uppdrag och istället blev ordinarie ledamot i justitieutskottet och suppleant i konstitutionsutskottet.
Efter valet 2006 fick Magnusson delvis nya utskottsuppdrag: hon lämnade konstitutionsutskottet och blev nu suppleant i justitieutskottet. Hon blev även ledamot i kulturutskottet och, under en dryg månads tid, ledamot i utrikesutskottet och trafikutskottet. Ytterligare ett uppdrag som hon fick efter valet 2006 var som suppleant i riksdagens valberedning; efter valet 2010 blev hon ordinarie ledamot. Sedan oktober 2009 har Magnusson varit moderat kvittningsman i riksdagen.
Inför valet 2014 gjorde Magnusson sig känd som en av fyra riksdagskandidater för Moderaterna som ville införa ett förbud mot tiggeri.